# Taxillus theifer
Taxillus theifer är en tvåhjärtbladig växtart som först beskrevs av Bunzo Hayata, och fick sitt nu gällande namn av Hua Shing Kiu. Taxillus theifer ingår i släktet Taxillus och familjen Loranthaceae. Inga underarter finns listade i Catalogue of Life.